# Cresta ecuatorial

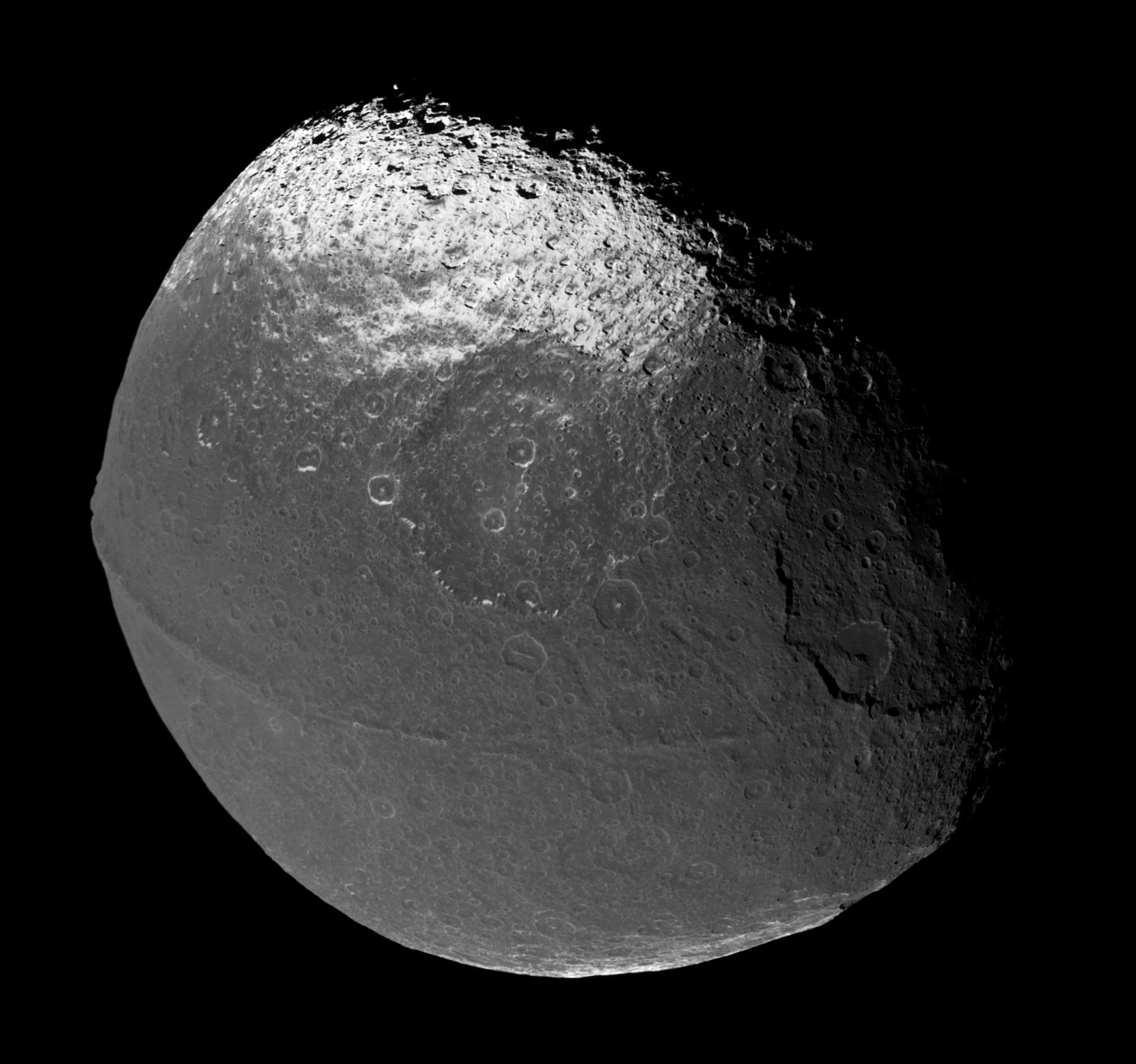
La cresta en Jápeto

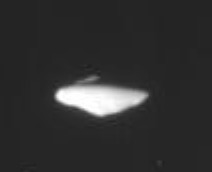
La cresta en Atlas

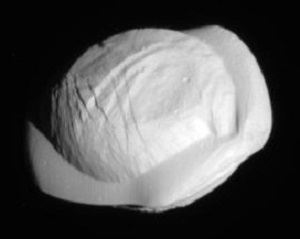
La cresta en Pan

Las crestas ecuatoriales son una característica de al menos tres de las lunas de Saturno: la luna grande de Jápeto y las lunas diminutas Atlas y Pan. Son crestas que siguen de cerca los ecuadores de las lunas. Parecen ser exclusivos del sistema de Saturno, pero no se sabe si las ocurrencias están relacionadas o son una coincidencia. Los tres fueron descubiertos por la sonda Cassini-Huygens en 2005. Dafne también parece tener tal cresta.
La cresta de Jápeto tiene casi 20 km de ancho, 13 km de altura y 1.300 km de longitud. La cresta en Atlas es proporcionalmente aún más notable dado el tamaño mucho más pequeño de la luna, lo que le da una forma de disco. Las imágenes de Pan muestran una estructura similar a la de Atlas.

## Formación
No es seguro cómo se formaron estas crestas o si existe alguna conexión entre ellas. Debido a que Atlas y Pan orbitan dentro de los anillos de Saturno, una explicación probable para sus crestas es que barren las partículas del anillo a medida que orbitan, que se acumulan alrededor de sus ecuadores. Esta teoría es menos aplicable a Jápeto, que orbita mucho más allá de los anillos. Un científico ha sugerido que Jápeto barrió un anillo antes de ser expulsado a su órbita actual y distante. Otros piensan que era estacionario y son los anillos los que se han retirado, cayendo en el campo de gravedad de Saturno. Quizás más probable sea la teoría de que debido a que Japeto tiene una esfera de Hill inusualmente grande en comparación con otras lunas del sistema solar, una vez pudo haber tenido su propio anillo, o incluso una luna menor que se acercó lentamente, se rompió en un anillo, y luego gradualmente se acrecentó en el ecuador de Japeto. Pero la mayoría de los científicos prefieren suponer que la cresta de Iapetus fue producida por algún tipo de fuente interna y no está relacionada con las crestas de Atlas y Pan.
Otra teoría sugerida es que las colisiones de baja velocidad entre lunas podrían haber formado la protuberancia en el centro, aunque las circunstancias para que tal evento ocurra son escasas.